# Cojutepeque
Cojutepeque () é a capital do departamento de Cuscatlán, em El Salvador. Sua população estimada em 2011 era de 55 000 habitantes.